# Bilciurești
Bilciurești est une commune du județ de Dâmbovița en Roumanie.